# Naslovni biskup
Naslovni biskup ili titularni biskup (grč. επίσκοπος, episkopos: nadzornik, pazitelj) ugašenih biskupija čiji naslov nose je naziv koji se u Katoličkoj Crkvi u pravilu daje biskupima koji nemaju teritorijalne biskupije po svijetu, nego vrše posebne službe u Crkvi, kao naprimjer u rimskoj kuriji ili često i kao pomoćni biskupi.

## Slično
- Naslovni nadbiskup